# Frelle Petersen

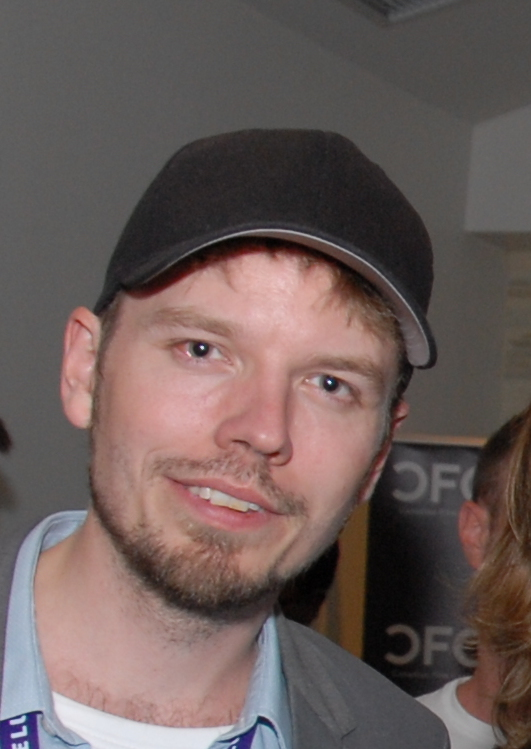
René Frelle Petersen (2011)

René Frelle Petersen (* 1980 in Aabenraa) ist ein dänischer Filmregisseur und Drehbuchautor.

## Karriere
Petersen wurde 1980 in der Hafenstadt Aabenraa geboren und begann 2003 seine Karriere in der Filmbranche als Regieassistent. Er führte 2007 das erste Mal Regie beim Kurzfilm De kaldte os frisører. Für seine Kurzfilme Going Nowhere und As You Were erhielt er 2011 und 2012 beim Aspen Shortsfest einen Ehrenpreis sowie in den Jahren 2012 und 2013 für As You Were und Mommy den Preis der Jugendjury. Sein erster Langfilm Hundeliv lief 2016 auf mehreren Festivals. Großen Erfolg erzielte er 2019 mit Onkel, der bei verschiedenen Festivals ausgezeichnet wurde und schließlich dreifach für den dänischen Filmpreis Robert nominiert wurde. Auch sein nächster Film Resten af livet erhielt 2022 zwei Nominierungen.
Petersens Film Hjem kære hjem feierte auf der Berlinale 2025 in der Kategorie Panorama Premiere.

## Filmografie (Auswahl)
- 2007: De kaldte os frisører (Kurzfilm)
- 2011: Going Nowhere (Kurzfilm)
- 2012: As You Were (Kurzfilm)
- 2013: Mommy (Kurzfilm)
- 2016: Hundeliv
- 2019: Onkel
- 2022: Resten af livet
- 2024: Hjem kære hjem (Home Sweet Home)

## Auszeichnungen (Auswahl)
- 2016: Nominierung beim Seattle International Film Festival für Hundeliv
- 2020: Nominierung beim Robert in den Kategorien Bester Film, Bester Regisseur und Bestes Originaldrehbuch für Onkel
- 2020: Bodil in der Kategorie Bestes Drehbuch für Onkel
- 2020: Bodil-Nominierung in der Kategorie Bester Film für Onkel
- 2020: Filmpreis-des-Nordischen-Rates-Nominierung für Onkel
- 2022: Erik-Balling-Reisestipendium[4]
- 2023: Nominierung beim Robert in den Kategorien Bester Regisseur und Bestes Originaldrehbuch für Resten af livet
- 2023: Bodil in der Kategorie Bester Film für Resten af livet
- 2025: Nominierung bei der Berlinale in der Kategorie Panorama für Hjem kære hjem